# ソユーズMS-03
ソユーズMS-03は2016年11月17日に打ち上げられたソユーズ宇宙船である。国際宇宙ステーションに第50次長期滞在クルー3名を送り届けた。ソユーズMS-03はソユーズ宇宙船として132機目の機体で、ロシア人のコマンダーとアメリカ人およびフランス人のフライトエンジニアが搭乗した。

## クルー
| 地位                 | 打ち上げ機搭乗クルー                                              | 着陸機搭乗クルー                                           |
| -------------------- | ----------------------------------------------------------------- | ---------------------------------------------------------- |
| コマンダー           | オレッグ・ノヴィツキー, RSA 第50次長期滞在 2回目の宇宙飛行        | オレッグ・ノヴィツキー, RSA 第50次長期滞在 2回目の宇宙飛行 |
| フライトエンジニア 1 | トマ・ペスケ, ESA 第50次長期滞在 1回目の宇宙飛行                  | トマ・ペスケ, ESA 第50次長期滞在 1回目の宇宙飛行           |
| フライトエンジニア 2 | ペギー・ウィットソン, NASA 第50次長期滞在 最後かつ3回目の宇宙飛行 | なし                                                       |

### バックアップクルー
| 地位                 | 搭乗クルー                      | 搭乗クルー                      |
| -------------------- | ------------------------------- | ------------------------------- |
| コマンダー           | フョードル・ユールチキン, RSA   | フョードル・ユールチキン, RSA   |
| フライトエンジニア 1 | パオロ・ネスポリ, ESA           | パオロ・ネスポリ, ESA           |
| フライトエンジニア 2 | ジャック・D・フィッシャー, NASA | ジャック・D・フィッシャー, NASA |

## ミッション
ソユーズMS-03はで2016年11月17日 20:17 UTCに第50/51次長期滞在クルーを乗せて打ち上げられた。フライトエンジニアとして搭乗したペギー・ウィットソンは56歳で、宇宙に行った女性としては当時最高齢であった。
ソユーズMS-03は2016年11月19日に国際宇宙ステーションにドッキングした。
2017年6月2日に、ソユーズMS-03は196日に渡る宇宙空間での運用を離れ、ノヴィツキーとペスケを乗せて地球に帰還した。ウィットソンは国際宇宙ステーションに残り、2017年9月3日にソユーズMS-04に搭乗して地球に帰還した。